# Mellansmörblomma
Mellansmörblomma (Ranunculus fallax) är en växtart i familjen ranunkelväxter.